# Église San Filippo Neri de Pérouse
Pour les articles homonymes, voir San Filippo Neri.
L'église San Filippo Neri (en italien : Chiesa di San Filippo Neri) est un édifice religieux datant du  XVIIe siècle. Elle est située Via dei Priori, via della Stella  dans le centre historique de Pérouse, en Ombrie (Italie). Elle est dédiée à saint Philippe Néri.

## Histoire
Une église paléochrétienne s'élevait à cet emplacement, elle s'appelait San Giovanni Rotondo.
L'église actuelle San Filippo Neri est un édifice religieux de style baroque réalisé entre 1626 et 1663, année pendant laquelle a été achevée la façade. Elle a été réalisée d'après le projet de l'architecte romain Paolo Marucelli (Rome, 1594-1649).

## Description

### Extérieur
Un grand escalier à balustrade mène au grand portail inclus dans une façade en travertin, richement décorée. 

### Intérieur
L'église,  à nef unique comporte des voûtes en berceau, des chapelles latérales, un transept et une coupole, est richement décorée de fresques à thèmes bibliques, réalisées par les peintres Bernardino Gagliardi, Giovanni Andrea Carlone, Francesco Appiani et Francesco Martini (XVIIe au XVIIIe siècle).
Le maître-autel comporte le retable de l'Immacolata Concezione de Pierre de Cortone (1662).

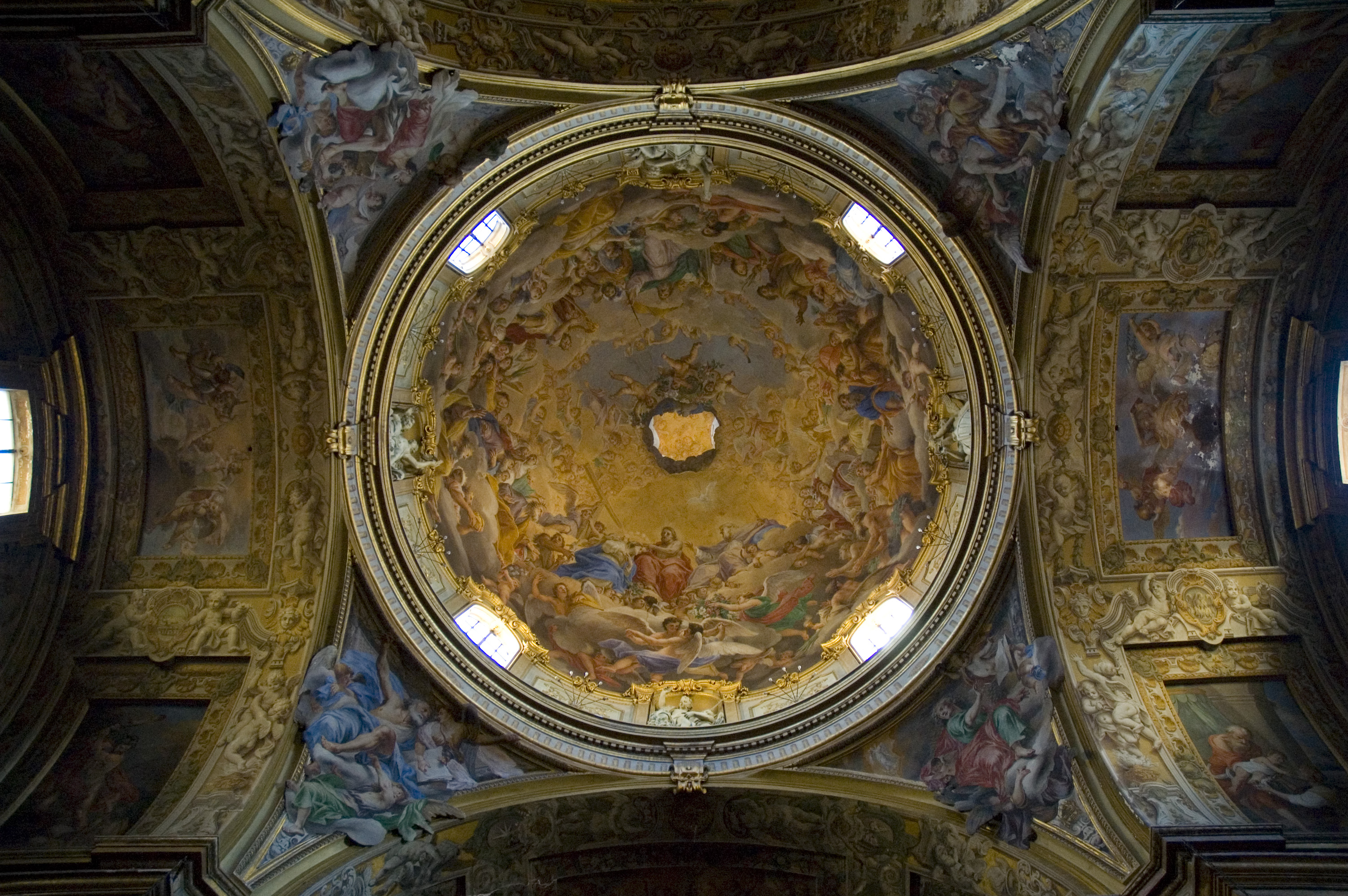
Voûte peinte sous la coupole.
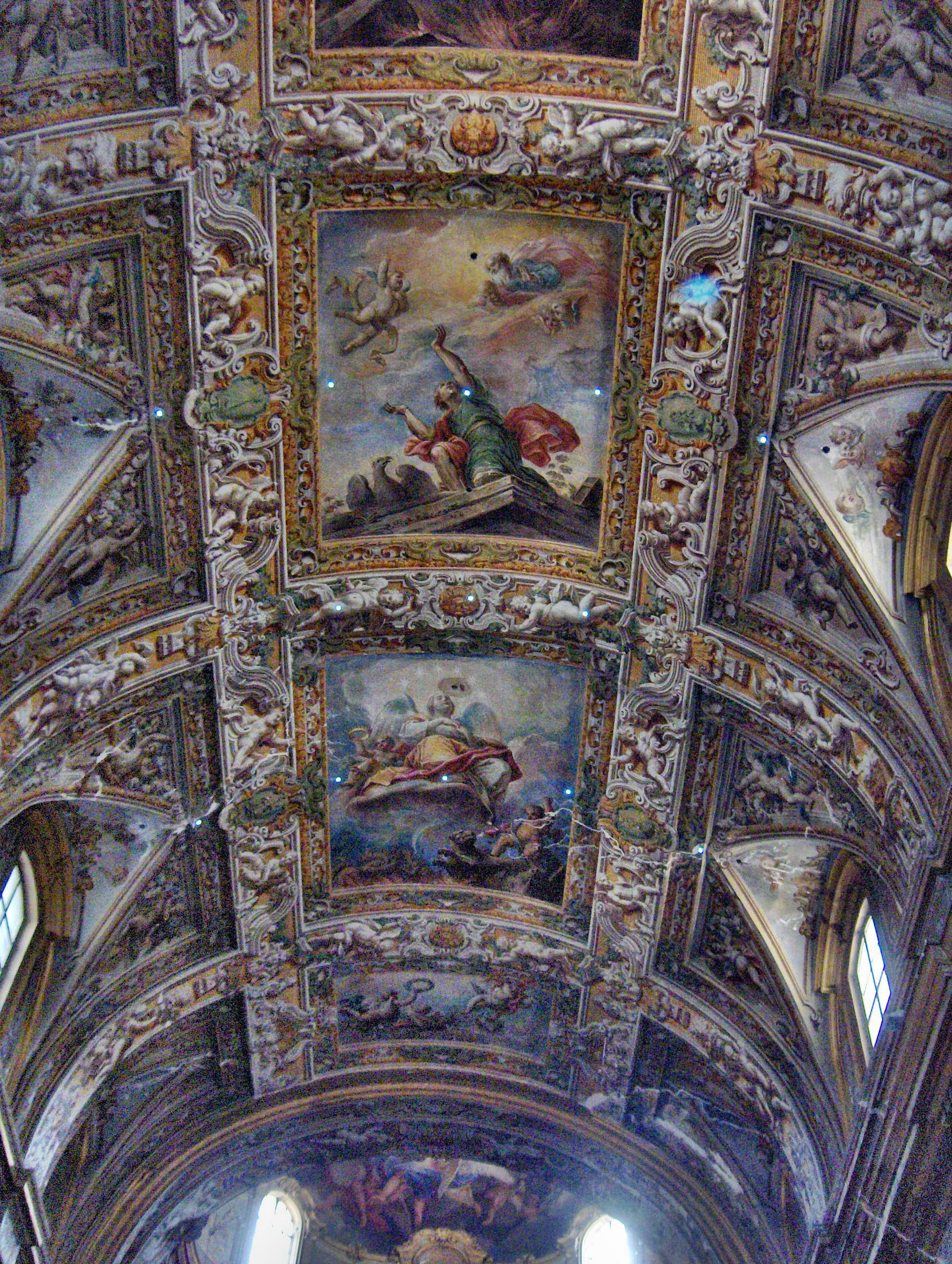
Plafond à caissons.
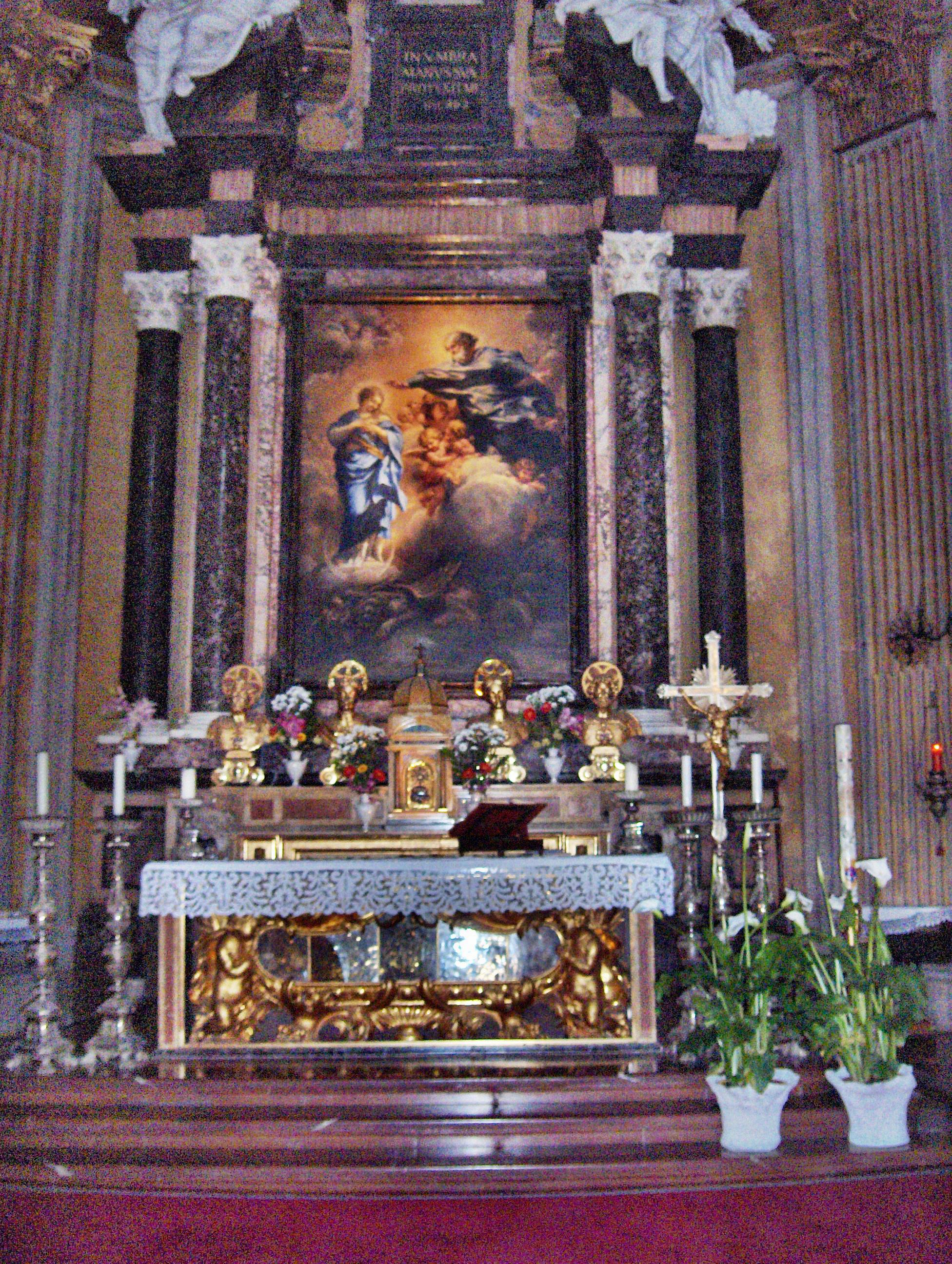
Maître-autel et tableau de L'Immaculée Conception.

#### Œuvres
- Immacolata Concezione, Pietro da Cortona, 1662.
- Fresques (1632-1635) chapelle dell'Assunzione, Antonio Maria Fabrizi

## Sources
- Voir liens externes.